# Matière fécale
Pour les articles homonymes, voir Selles et Caca.
Pour un article spécialisé, voir Matière fécale humaine.
 (mai 2014).
Si vous disposez d'ouvrages ou d'articles de référence ou si vous connaissez des sites web de qualité traitant du thème abordé ici, merci de compléter l'article en donnant les références utiles à sa vérifiabilité et en les liant à la section « Notes et références ».

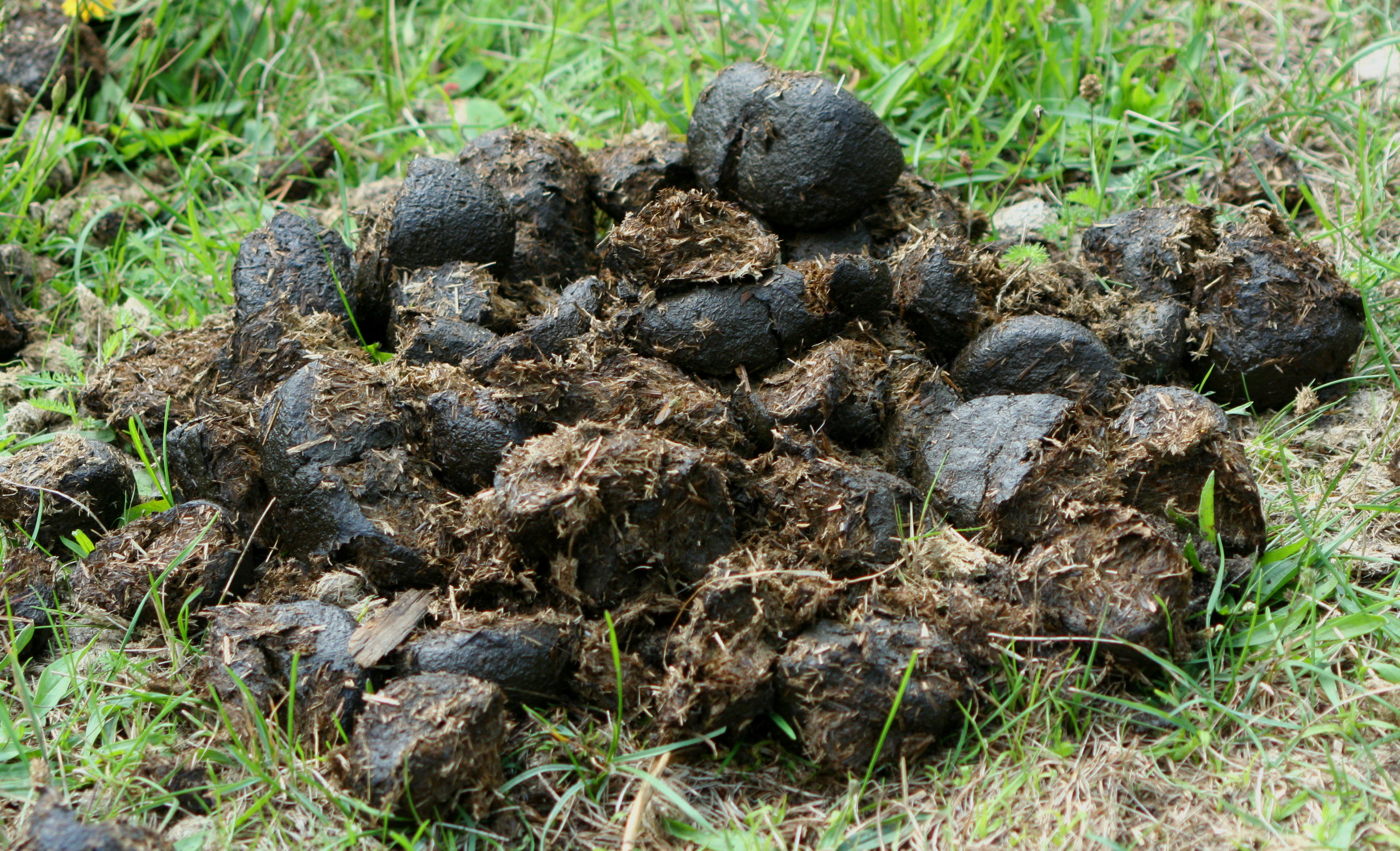
Matière fécale du cheval : le crottin.

Les matières fécales, ou fèces (qui a donné l'adjectif fécal), selles (du latin sella, « siège » qui désigne au XIIe siècle la chaise percée et par métonymie les excréments au XIVe siècle), parfois déjections (du latin dejectio, « action de jeter à bas ») ou fientes (du latin fimus, « fumier »), familièrement caca, sont les excréments du tube digestif expulsés par l'anus lors de la défécation, résidus de la digestion, constitués de substances ou particules non assimilées et d'une masse de micro-organismes. Leur consistance, taille, odeur et contenu varient selon l'espèce qui les produit, l'alimentation, la saison et la santé de l'individu.

## Dénominations
Les fèces portent des noms différents selon les animaux :
- bouse, pour les bovins ou les éléphants ;
- crotte, en général ;
- crottin, pour les équidés (notamment le crottin de cheval) ;
- fiente, pour les oiseaux :
  - colombine pour les pigeons ; les colombiers étaient conçus pour pouvoir récupérer facilement la colombine, fiente très recherchée et très coûteuse jusqu'au développement des engrais chimiques au milieu du XXe siècle[2], pour la fumure des cultures des vergers, potagers, céréales, vignes, ou des cultures exigeantes comme le chanvre et le tabac[3]. Dans les régions dépourvues de troupeaux importants fournisseurs de lisier (Quercy, Berry), les pigeonniers, outre leur fonction de prestige, tenaient une place de choix dans l'économie rurale grâce à la colombine[4],
  - guano, pour les oiseaux de mer et les chauves-souris ;
- laissées, pour le gibier, particulièrement pour les cervidés (chevreuil), et les sangliers[5], voire d'autres animaux sauvages comme la belette ou le blaireau ;
- pétoulettes[6], familièrement, pour les crottes des moutons et des chèvres domestiques ;
- pelote fécale, fèces cohérentes et peu denses pour de nombreux organismes (acariens, insectes, poissons). Les excréments produits par les insectes, associés à des débris non digérés, forment un matériau souvent appelé frass[7].

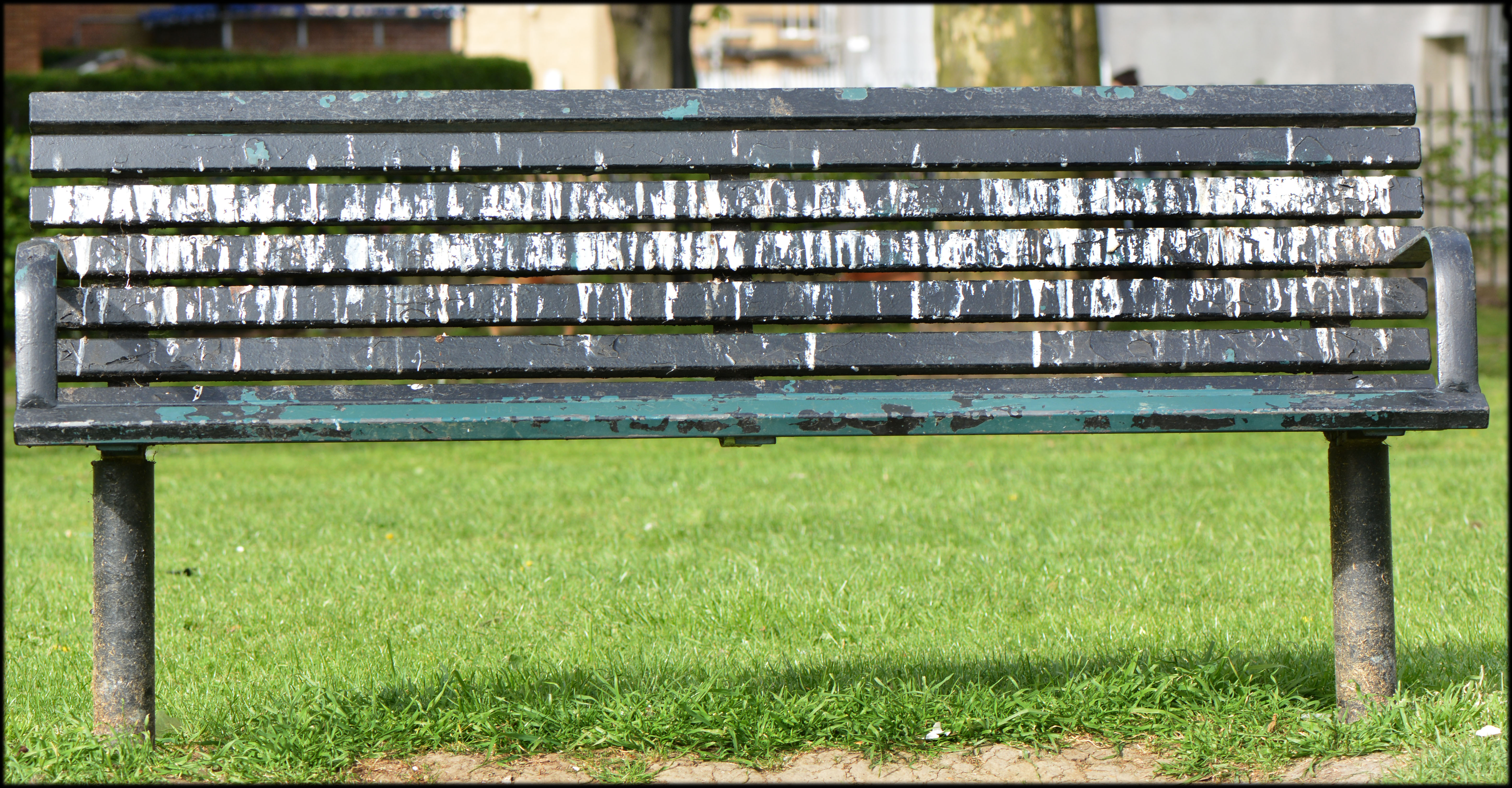
Fientes de corneilles sur un banc public disposé sous un arbre de Shoreditch Park (Londres, Angleterre), le banc servant lui-même de reposoir.
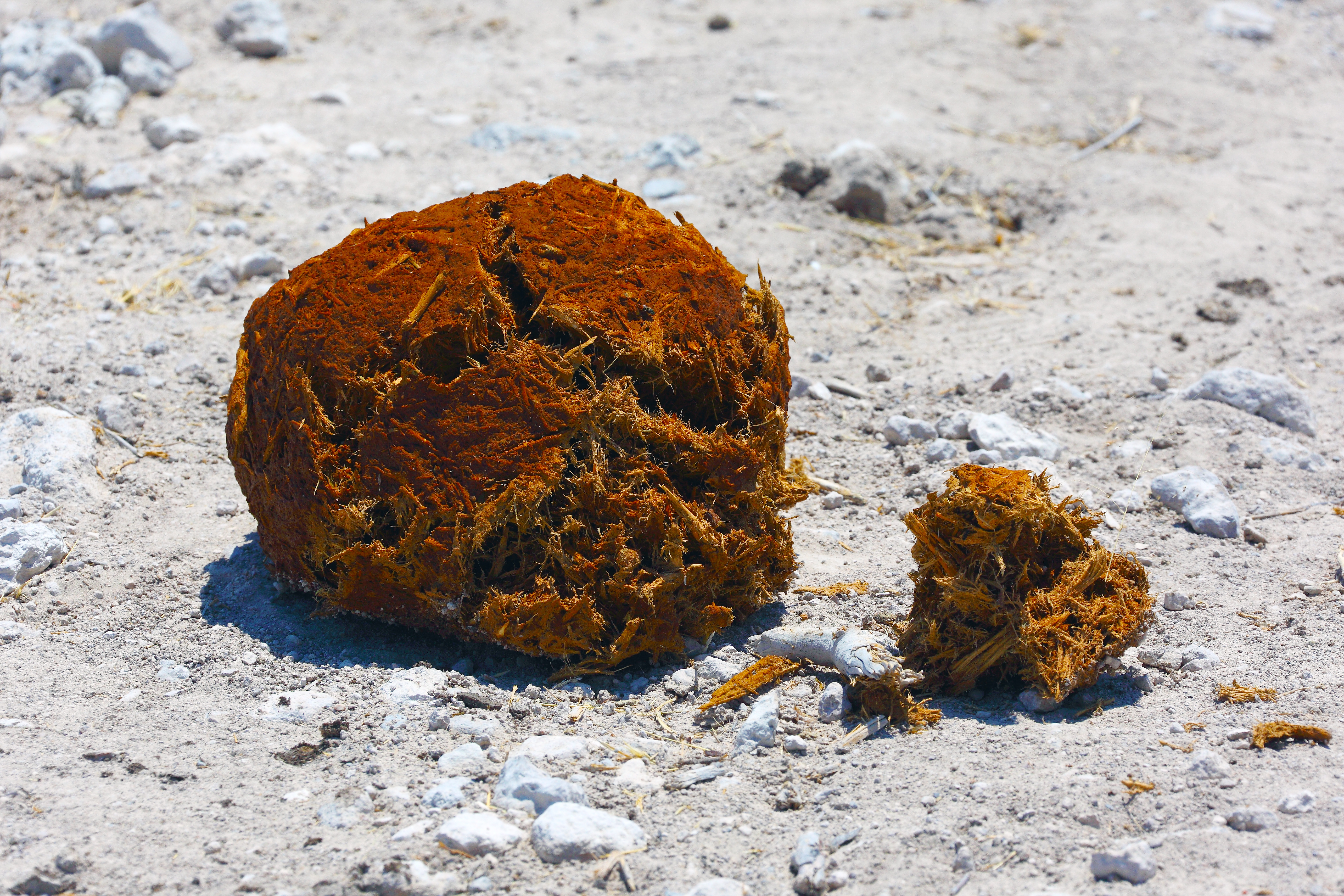
Fèces d'éléphant à Koinachas Fountain Wasserloch, près de Fort Namutoni (Namibie).
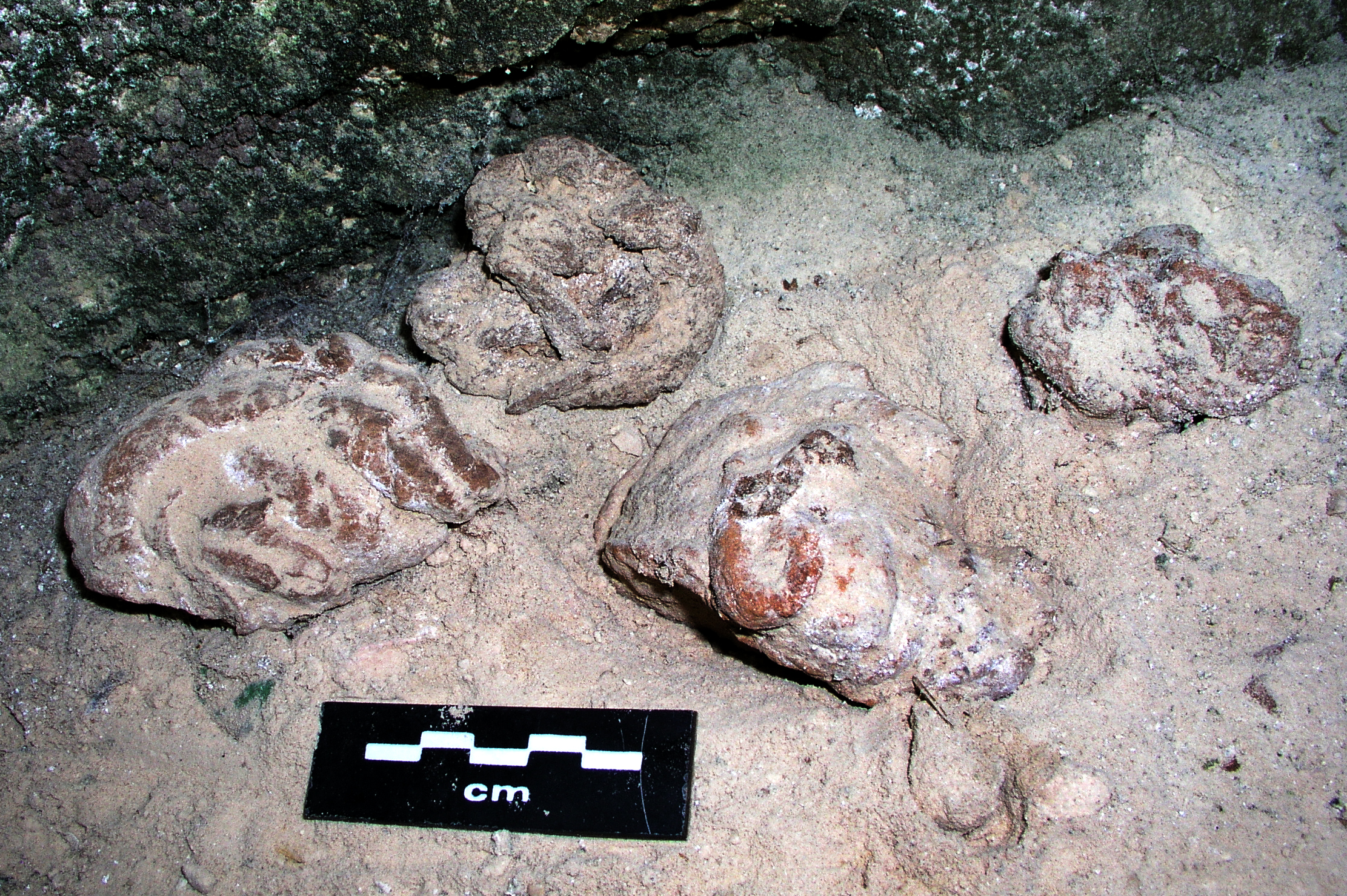
Coprolithes subactuels de blaireau, grotte des Étrons, La Roque-Sainte-Marguerite, Aveyron, France.
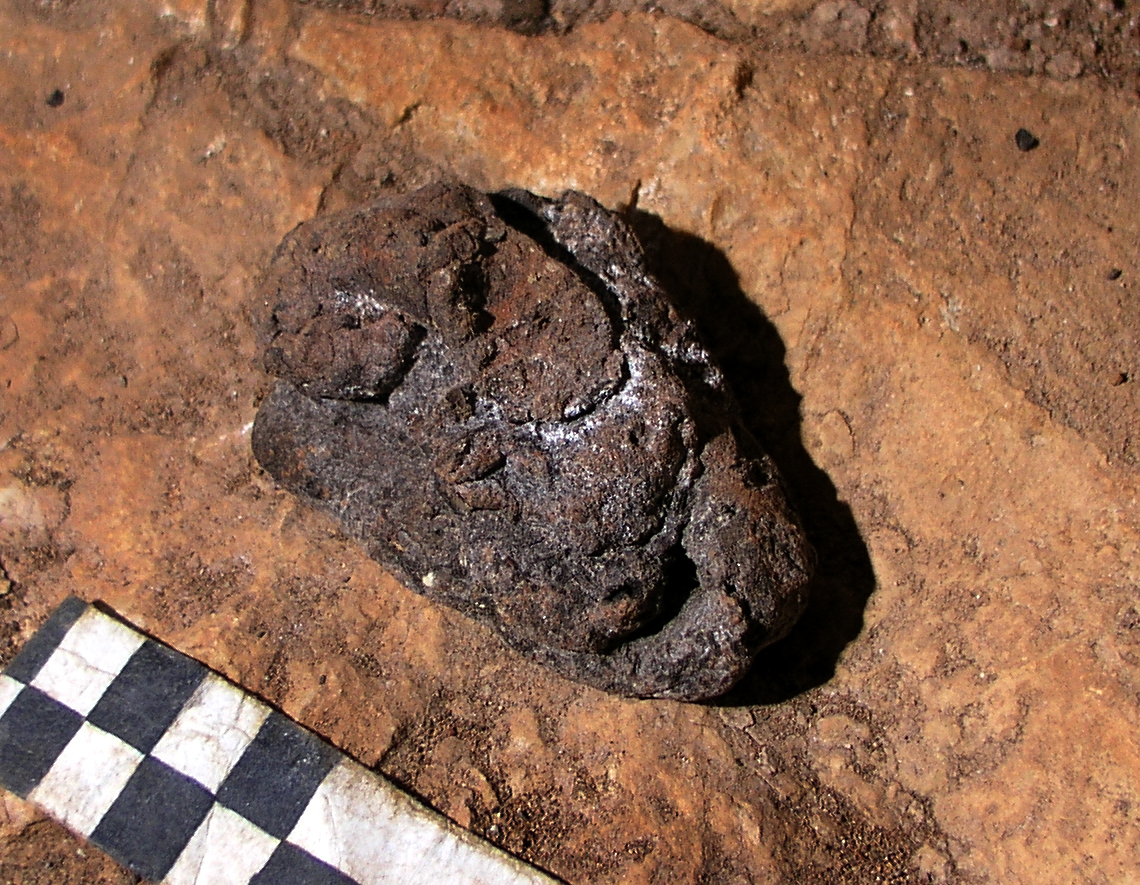
Coprolithe subactuel de blaireau, grotte des Bouxès, La Roque-Sainte-Marguerite, Aveyron, France.
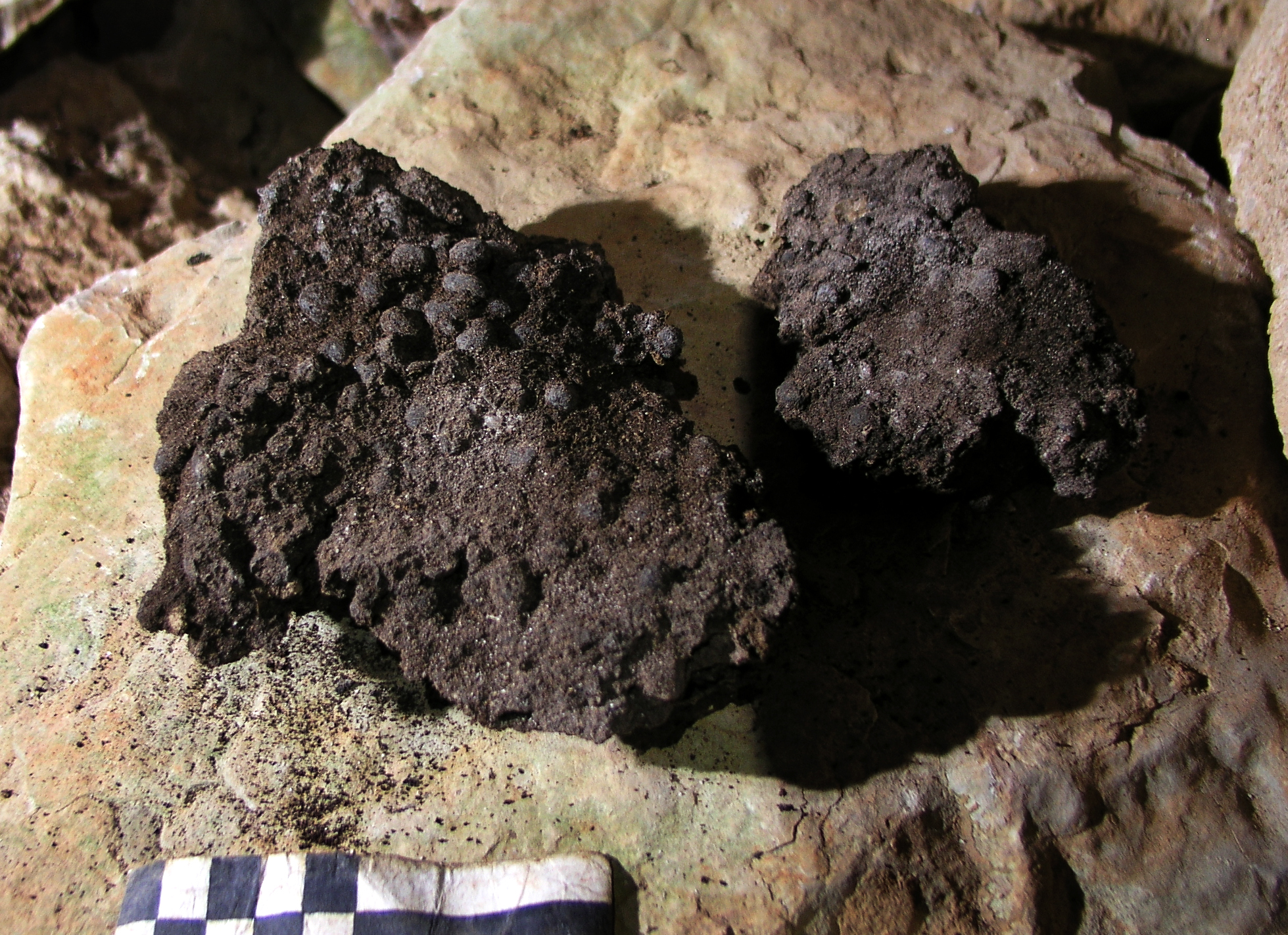
Migou compact, accumulation de crottes de chèvres dans la grotte des Thières, Pégairolles-de-Buèges, Hérault, France.
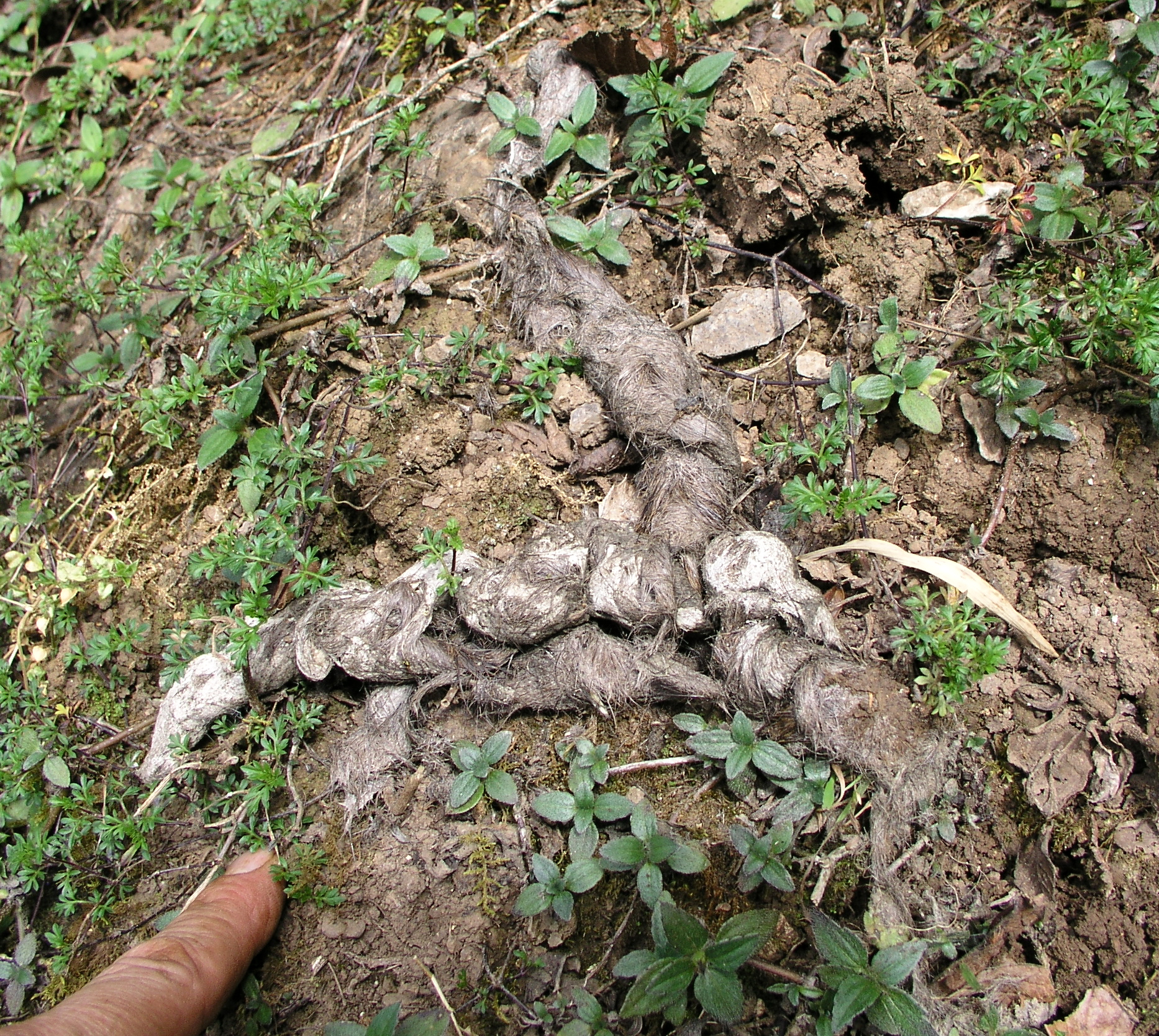
Fèces de renard des Andes, Soloco, Chachapoyas, Amazonas, Pérou.

### Selles humaines
Des selles humaines dites normales pèsent 150 à 200 grammes par jour. Elles sont composées à 75 % d'eau, les 25 % restants sont les matières sèches non digérées (près de 90 % de fibres de cellulose non digestibles), des cellules épithéliales provenant des parois intestinales et des bactéries.

## Selles animales

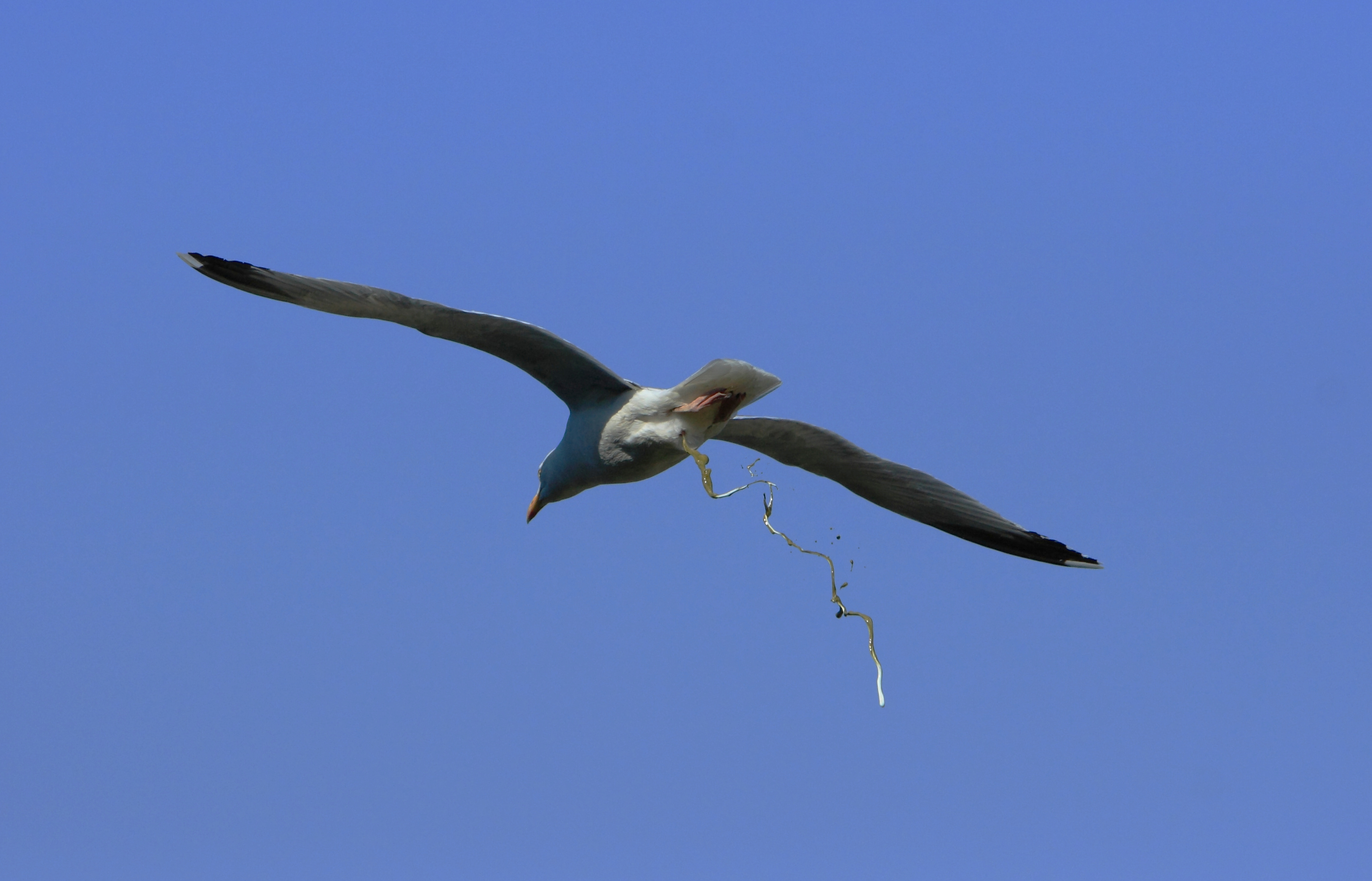
Photographie d'un goéland argenté en train de déféquer ses fientes en plein vol.

La taille des selles animales varie fortement suivant la corpulence de l'animal.
Celles des lapins font généralement 1,2 cm de diamètre et sont sèches au toucher.
Les fientes aviaires résultent d'un mélange d'urine et de fèces au niveau du cloaque, sont liées à l'absence de vessie urinaire chez les oiseaux, laquelle peut être interprétée comme une adaptation au vol (en) (les organes les plus lourds étant rassemblés au centre du corps). Elles sont composées d'urine liquide très concentrée (économie d'eau, adaptation à la conquête des airs), d'acides uriques (précipitant sous forme d'urates, sels d'acide urique qui protègent les tubules rénaux de la cristallisation de ces acides) et de fèces. Les urates forment cet enduit blanchâtre qui recouvre les excréments aviaires et correspondent aux déchets azotés chez ces animaux (ces déchets formant une substance pâteuse blanchâtre plus importante chez les oiseaux marins dont le régime alimentaire est plus riche en protéines,.

## Utilisation

### Alimentation

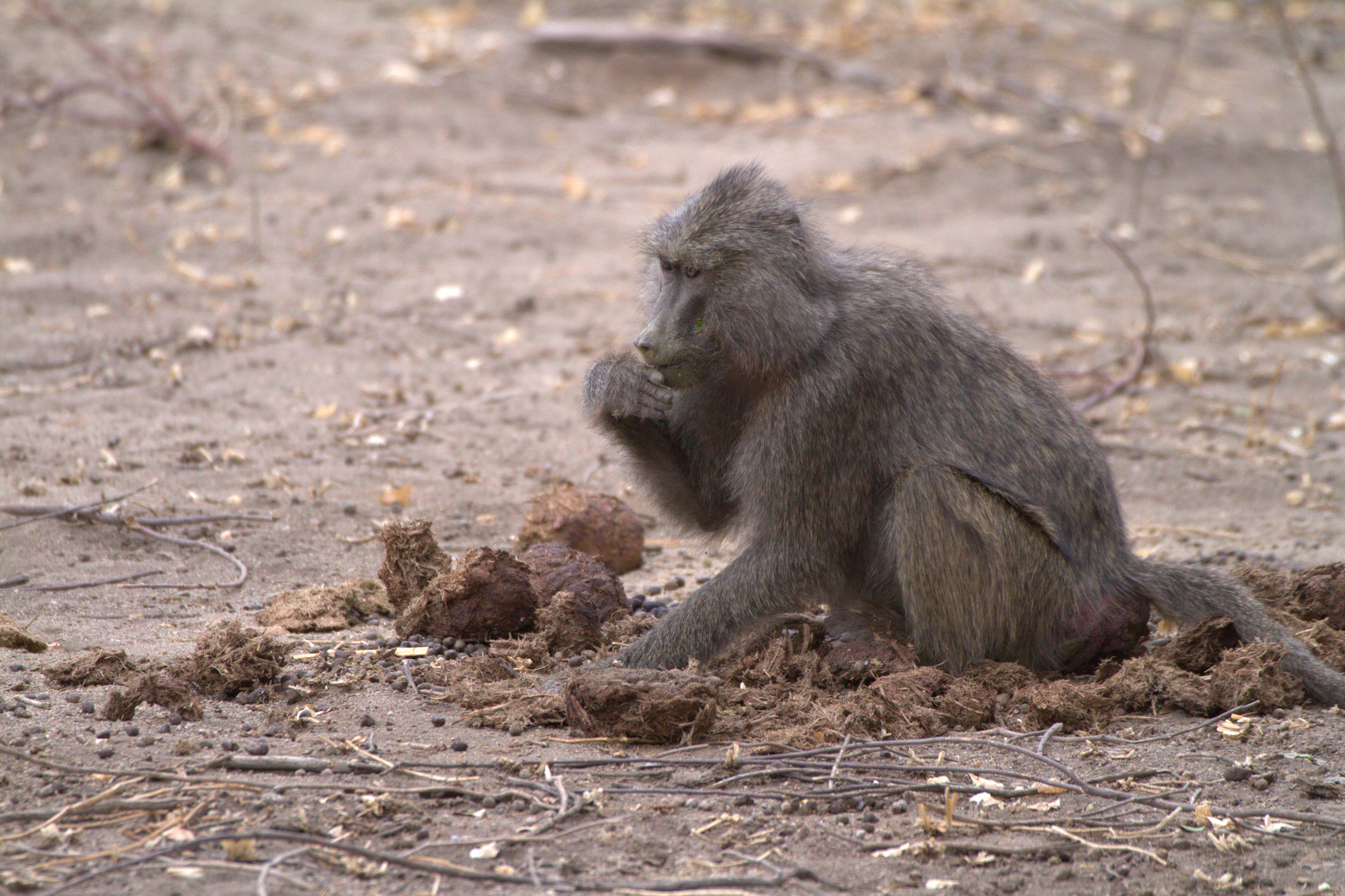
Babouin consommant des déjections d'éléphant.

Certains animaux se nourrissent plus ou moins exclusivement des matières fécales produites par d'autres organismes, on parle alors de coprophagie. C'est le cas notamment des bousiers. De nombreux animaux pratiquent une coprophagie occasionnelle, faute de mieux ou en complément de leur alimentation ordinaire.
D'autres ingèrent certaines de leurs propres fèces afin d'en compléter la digestion, on parle alors de cæcotrophie. La réingestion de ces crottes, différentes des autres, permet en effet à des animaux comme les lapins et de nombreux rongeurs, d'assimiler encore plus de nutriments et certaines vitamines B produites par les bactéries du cæcum.
La consommation des déjections d'un congénère en bonne santé permet également à certains animaux de rétablir leur flore intestinale en cas de désordre digestif. C'est un comportement qui a été observé par exemple chez des chinchillas en captivité.

### Recyclage

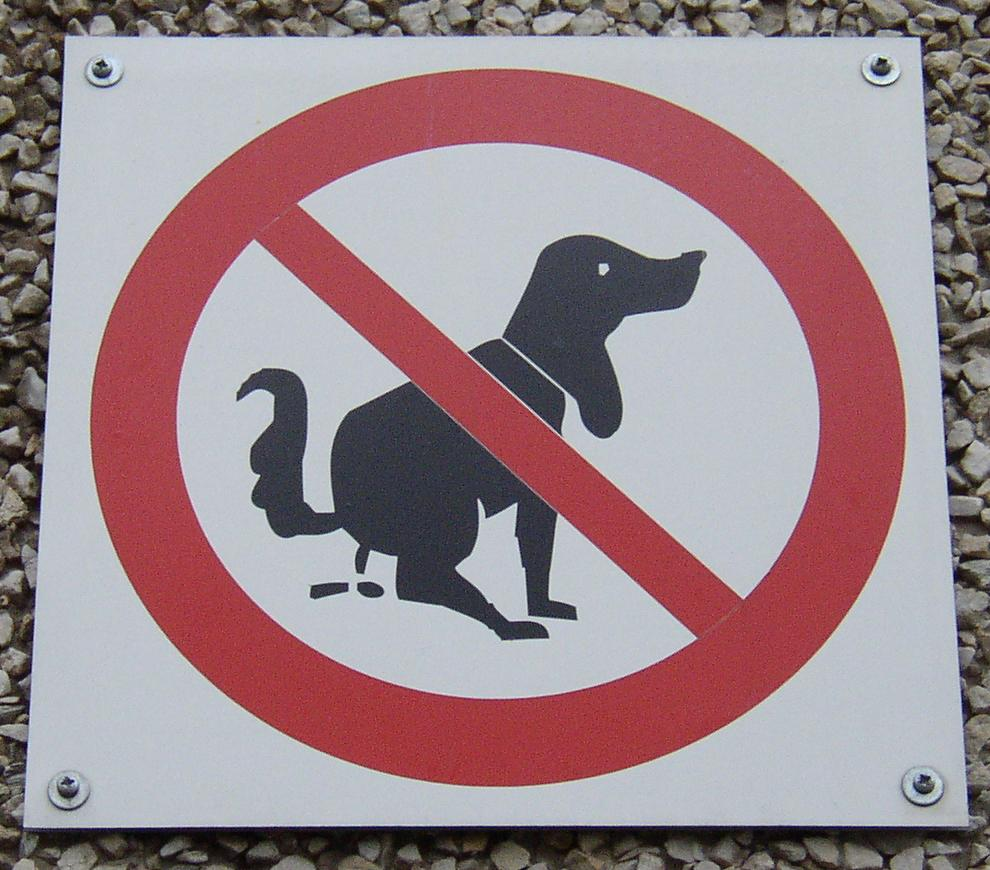
Panonceau sur un trottoir de Berlin.

L'élimination, urbaine ou rurale, des matières fécales tant humaines (notamment dans les pays en développement), qu'animales (comme le lisier de porcs et les fientes de poules en Bretagne), pose d'énormes problèmes de génie sanitaire.

#### Matériau combustible
En Asie comme en Afrique, la bouse de vache et le crottin de cheval séchés peuvent servir comme combustible ou même à faire des briques pour les huttes, comme matériau de construction naturel.
En Savoie, les grebons sont des crottes de brebis ou de chèvres, mélangées avec de la paille et desséchées en tablettes, qui étaient autrefois brûlées avec le bois dans le habitations d'altitude.
Plus récemment, les techniques de méthanisation permettent de produire du gaz et de l'électricité à partir de fumier.

#### Engrais
La matière fécale constitue un engrais naturel traditionnel (voir les champs d'épandage). En France dans le Languedoc, avant la généralisation de l'eau courante dans les campagnes au milieu des années 1950, il était courant d'aller se soulager dans les vignes, et l'effet fertilisateur à long terme de cette pratique y était largement connu. Cette pratique est néanmoins déconseillée à cause des risques causés par certains parasites intestinaux, en particulier des coliformes fécaux. La poudrette est au XIXe siècle un engrais préparé à partir de matière fécale humaine. Elle est préparée à partir des vidanges des fosses d'aisances des grandes villes dans des usines spécialisées qui étaient aménagées en périphérie.
Les toilettes sèches consistent en de la sciure qui est déposée avant et après l'utilisation des toilettes. Ceci suffit à absorber les odeurs. Le réceptacle contenant les fèces, amovible, permet de les utiliser pour le jardinage ou la combustion. Le compostage permet ensuite de fortement diminuer le nombre d'organismes pathogènes et de produire un fertilisant du sol.
Avant l'utilisation massive d'engrais chimiques, avant 1920, et surtout avant 1945, la matière fécale humaine servait d'engrais naturel pour les cultures. Les stations d'épuration n'existant pas, les grandes villes et villes moyennes ne pouvaient traiter ces déchets organiques envahissants et les mauvaises odeurs qui allaient avec. Cela posait des problèmes de santé publique, surtout pour les villes non desservies par un fleuve, ou une rivière. Les excréments avaient des lieux de stockages en divers lieux isolés des habitations, et des rotations de charrettes arrivaient une ou plusieurs fois par semaine, conduites par des paysans de la campagne environnante. Les grandes villes étaient des lieux avec des odeurs pestilentielles, assez décrites par les chroniqueurs de l'époque. Aux excréments humains, s'ajoutaient les excréments des porcs (lisier) qui étaient nombreux dans les grandes villes, ainsi que ceux des autres animaux traditionnels de la ferme (chèvres, vaches, moutons, etc). Avec les grandes pestes du Moyen Âge, des lieux en dehors des villes ou villages sont souvent choisis pour déposer les excréments. On commence à avoir des notions d'hygiène. À la Renaissance, les chevaux sont de plus en plus nombreux et présents dans le quotidien, les matières fécales animales, ou lisiers, sont de plus en plus utilisées dans l'agriculture. La France et l'Occident retrouvent les notions d'hygiène qui étaient présentes sous l'Empire Romain, et les matières fécales humaines commencent à être vues comme impropres. Avec la révolution industrielle, les égouts se propagent, et deviennent la norme, dans les villes et les villages. On se soucie alors plus du bien-être, et à partir de 1850, les engrais sont de plus en plus d'origine animale (surtout chevaux et vaches). Avec la généralisation des engrais chimiques, après 1945, plus efficaces pour les rendements agricoles, le reste des engrais non-chimiques est d'origine animale. Mais il y a surtout un changement de mentalité entre 1850 et 1950 : il devient inconcevable de manger de la nourriture produite avec des matières fécales, surtout à une époque où l'hygiène et la propreté sont mises en avant. De même, les nouvelles générations ont bien vite oublié que les cultures avec des matières fécales humaines étaient la norme avant 1945, et surtout avant 1850, et pendant tout le Moyen Âge, une période assez récente vue sur l'échelle de l'histoire.

##### Production de fiente de volaille
Les chiffres varient selon les auteurs, les modes de calcul (fientes sèches, humides, avec ou sans litières) et les types de nourriture de nourrissage (ex : par gavage) et d'élevages.
À titre d'exemple en Algérie en 2011, la production de fiente était estimée être :
- de 2 kg/an pour le poulet de chair[13] ;
- 12 kg/an pour les poulettes[13] ;
- 15 kg/an pour la dinde[13] ;
- jusqu'à 65 kg/an pour les poules pondeuses et les reproducteurs[13].

Des précautions de gestion sont recommandées pour ces déchets ou sous-produits de l'élevage car ils sont susceptibles de véhiculer des parasites et virus (grippe aviaire par exemple).

### Analyse et recherche
La coproculture permet une coproscopie (qui est l’analyse des matières fécales, avec recherche de la présence de bactéries, virus, champignons ou parasites).
- L’analyse précise de la composition des selles par fécalogramme permet de détecter les problèmes de fonctionnement de l’intestin grêle dont :
  - ceux de la flore intestinale surtout des coliformes (dont 99 % d'Escherichia coli) ;
  - éventuellement des germes pathogènes (bactéries, levures, parasites…)
    - secondairement : cultures et isolement des bactéries et levures. Puis test de sensibilité des souches de levures et bactéries aux divers médicaments (antibiogramme, antifongigramme…) ;

  - la présence de parasites (amibes, vers, etc.) par l'examen parasitologique des selles.
- Cette analyse renseigne directement des résidus digestifs et indirectement de l'absorption (stéatorrhée, créatorrhée) et de l'inflammation intestinale (présence de sang dans les selles habituellement révélée par des analyses de laboratoire ou par le test Hémocult également utile après 40 ans).

La coprologie, et en particulier la coprologie fonctionnelle, c'est-à-dire l'analyse scientifique du contenu des selles a diverses applications dans les domaines médical et vétérinaire. Dans les deux cas, elle peut permettre l'identification de parasites ou de germes infectieux. Par diverses techniques (dont certaines mettent en jeu le niveau moléculaire), elle débouche également sur la détection de pathologies variées. C'est ainsi dans les selles de malades victimes de dysenterie bacillaire qu'ont été découverts par Félix d'Hérelle les premiers phages (virus attaquant spécifiquement les bactéries).
En écologie, la coprologie est une méthode non invasive permettant d'étudier qualitativement et quantitativement le régime alimentaire des animaux (mammifères, oiseaux, escargots, etc.). L'analyse d'empreinte génétique à partir de traces d'ADN présentes dans les fèces est une technique de plus en plus utilisée en biologie et écologie des populations : elle permet de reconnaître individuellement des animaux sauvages, et éventuellement de connaître leur sexe à partir de leurs crottes.

### Transplantation fécale
La transplantation fécale permet de restaurer le microbiote d'une personne malade. Le donneur est une personne saine et le receveur la personne malade. La transplantation fécale est utilisée dans la pratique en ce qui concerne les inflammations des intestins mais les scientifiques étudient son impact sur la covid-19 ou comme remède anti-âge, et veulent inclure dans leurs recherches les maladies auto-immunes, asthme, sclérose en plaques, diabète, obésité, maladies cardiaques, vieillissement...
Les scientifiques envisagent également la « transplantation fécale autologue », dans laquelle le donneur et le receveur seraient la même personne. Les selles utilisées seraient conservées dans des banques de matières fécales selon un procédé de cryoconservation. Ainsi, une personne pourrait avoir à sa disposition son microbiote de jeunesse, et pourrait bénéficier d'une transplantation sans crainte d'incompatibilités, possibles lorsque le donneur et le receveur ne sont pas identiques. Il existe déjà des banques de selles dans le monde entier, la première banque de ce type, OpenBiome, ayant été créée en 2012 dans le Massachusetts.

## Aspects culturels

### Symbolique
Les matières fécales sont considérées comme matières impures dans de nombreuses cultures et religions. Ainsi :
- les Incas plaçaient souvent un excrément fossile (coprolithe) dans la bouche de nombreux condamnés qu'ils voulaient ainsi doublement déconsidérer ;
- les mots les désignant comportent une connotation insultante ou péjorative, très forte dans le langage courant et ceci dans toutes les langues…
- L'unicode dispose d'un symbole, U+1F4A9 « 💩 ».

### Art
Le Canard digérateur est un automate canard créé par Jacques de Vaucanson en 1738. Alors que les canards ne peuvent pas digérer du grain de céréales, ce canard mécanique cherchait à montrer comment il est possible de les métaboliser et de déféquer.
En 1961 l'artiste Piero Manzoni créa son œuvre provocatrice Merda d'artista.
Gérard Gasiorowski fabrique sous le nom fictif de Kiga, des tourtes (1977), sculptures fécales ou peint avec ses « Jus », liquides bruns et odorants, tous à base d'urines et d'excréments personnels.
En 2000, Wim Delvoye crée Cloaca, un tube digestif humain géant et fonctionnel. Cloaca produit après un traitement de 27 heures, des excréments qui sont ensuite vendus.
David Nebreda réalise des Autoportraits : photographies de bustes réalisés avec ses matières fécales, « C’est un masque d’infamie qui suscite en nous l’horreur. Le principe capital du corps est devenu anus mundi. Et le visage est devenu cloaque. ».